# 드림 프로덕션

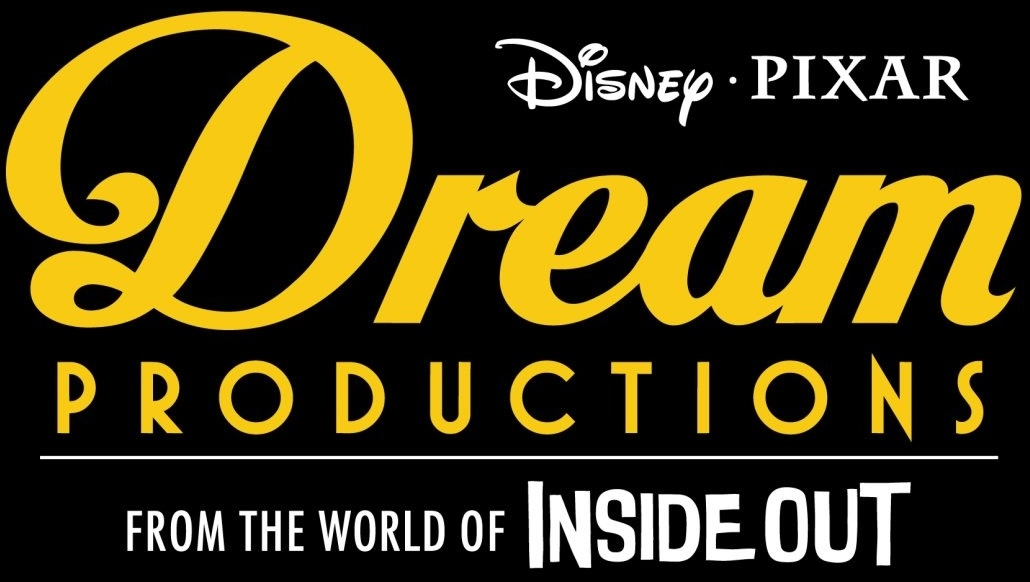

드림 프로덕션(Dream Productions)은 스트리밍 서비스 디즈니+를 위해 픽사 애니메이션 스튜디오(Pixar Animation Studios)가 제작한 미국 애니메이션 TV 미니시리즈이다. 마이크 존스가 개발하고 제작한 이 작품은 인사이드 아웃 (2015년 영화)(2015)과 인사이드 아웃 2(2024) 이벤트 사이의 인터켈 세트 역할을 한다. 드림 프로덕션은 제니(Xeni, 리처드 아요아데)와 팀을 이루어 차세대 드림을 창조하는 폴라 퍼리몬(Paula Persimmon, 폴 펠)을 따라간다. 존스는 시리즈의 쇼러너를 역임했다.
존스는 2023년 6월 픽사에서 인사이드 아웃을 기반으로 한 시리즈를 제작할 것이라고 발표되었다. 이 시리즈는 속편 영화 인사이드 아웃 2와 동시에 제작되고 있었다. 이 타이틀은 2024년 5월에 공개되었다. 나미 멜루마드가 4개의 에피소드 모두에 대한 점수를 제공했다. 4부작 시리즈의 길이는 약 82분이다.
드림 프로덕션은 2024년 12월 11일 디즈니+에서 초연되었다.